# Górna latarnia morska Paralepa
Górna latarnia morska Paralepa – (est. Paralepa ülemine tuletorn) latarnia morska położona na zachód od miasta Haapsalu, gmina Ridala, prowincja Läänemaa. 
Na liście świateł nawigacyjnych Estonii - rejestrze Urzędu Transportu Morskiego (Veeteede Amet) w Tallinnie - ma numer 472. 
Latarnia została zbudowana w 1916 roku razem z dolną latarnią. Obecnie istniejąca latarnia została zbudowana w 1932 roku. Jest to konstrukcja żelbetonowa o wysokości 34 metrów. Znajduje się w odległości 800 metrów od górnej latarni.